# Arizona Bowl 2017
Match précédent Match suivant
L'Arizona Bowl 2017 est un match de football américain de niveau universitaire joué après la saison régulière de 2017, le 29 décembre 2017 à l'Arizona Stadium à Tucson dans l'état de l'Arizona aux États-Unis.
Il s'agit de la 3e édition de l'Arizona Bowl.
Le match met en présence les équipes des Aggies de New Mexico State issus de la Sun Belt Conference et des Aggies d'Utah State issus de la Mountain West Conference.
Il débute à 15 h 30 locales et est retransmis en télévision sur CBS Sports Network.
Sponsorisé par une société de courtage hypothécaire dénommée Nova Home Loans, le match est officiellement dénommé le Nova Home Loans Arizona Bowl 2017.
New Mexico State gagne le match sur le score de 26 à 20.

## Présentation du match
| Équipes                                                                                   | Conférences | Entraîneurs      | Stats. saison rég. | Classements avant le bowl (CFP/AP/Coaches) |
| ----------------------------------------------------------------------------------------- | ----------- | ---------------- | ------------------ | ------------------------------------------ |
| Aggies de New Mexico State                                                                | Sun Belt    | Doug Martin (en) | 6 - 6              | NC                                         |
| Aggies d'Utah State                                                                       | MWC         | Matt Wells (en)  | 6 - 6              | NC                                         |
| Arbitre : C-USA Équipe donnée favorite par les bookmakers : New Mexico State par 4 points |             |                  |                    |                                            |

Il s'agit de la 38e rencontre entre ces deux équipes, Utah State menant la série 30 victoires à 7.
De 1984 jusqu'en 2000, et ensuite de 2003 jusqu'en 2012, New Mexico State et Utah State furent membres de la même conférence, passant par la Big West, la Sun Belt et la WAC jusqu'à ce qu'Utah State ne rejoigne la Mountain West en 2013.

### Aggies de New Mexico State
Avec un bilan global en saison régulière de 6 victoires pour 6 défaites, New Mexico State est éligible et accepte l'invitation pour participer à l'Arizona Bowl de 2017.
Ils terminent 5e de la Sun Belt Conference derrière Troy, Appalachian State, Arkansas State et Georgia State, avec un bilan en matchs de conférence de 4 victoires pour 4 défaites.
À l'issue de la saison 2017 (bowl compris), ils n'apparaissent pas dans les classements CFP, AP et Coaches.
Il s'agit de leur toute 1re apparition à l'Arizona Bowl.
Il s'agit de leur 4e participation à un bowl universitaire, le premier depuis leur victoire 20 à 13 lors du Sun Bowl de 1960 contre Utah State. Ils brisent ainsi la plus longue période (56 ans) sans participation à un bowl pour une équipe de NCAA Div. I  FBS.
C'est aussi leur dernier bowl en tant que membre de la Sun Belt Conference puisqu'ils deviendront équipe indépendante dès la saison 2018.

### Aggies d'Utah State
Avec un bilan global en saison régulière de 6 victoires pour 6 défaites, Utah State est éligible et accepte l'invitation pour participer à l'Arizona Bowl de 2017.
Ils terminent 3e de la Mountain Division de la Mountain West Conference derrière no 25 Boise State, Colorado State et Wyoming, avec un bilan en matchs de conférence de 4 victoires pour 4 défaites.
À l'issue de la saison 2017 (bowl compris), ils n'apparaissent pas dans les classements CFP, AP et Coaches.
Il s'agit de leur toute 1re apparition à l'Arizona Bowl.
Il s'agit de la 11e participation à un bowl universitaire de leur histoire (4 victoires pour 6 défaites).

## Résumé du match
Début du match à 15 h 36, fin à 19 h 32 pour une durée totale de jeu de 3 h 56 min.
Températures de 27 °C, vent de Nord-Ouest de 3 km/h, ciel ensoleillé.
| QT          | Temps       | Drive       | Drive       | Drive       | Équipe      | Description de l'action | Score | Score |
| QT          | Temps       | Jeux        | Yards       | TDP         | Équipe      | Description de l'action | NMSU  | USU   |
| ----------- | ----------- | ----------- | ----------- | ----------- | ----------- | --- | ----- | ----- |
| 1           | 11:15       | 12          | 59          | 03:45       | NMSU        | FG de 24 yards par K Dylan Brown                                                                                              | 3     | 0     |
| 1           | 11:01       | -           | -           | -           | USU         | TD inscrit à la suite d'un retour de Kickoff de 96 yards par WR Savon Scarver + 1 extra-point par K Dominik Eberle            | 3     | 7     |
| 1           | 10:47       | -           | -           | -           | NMSU        | TD inscrit à la suite d'un retour de Kickoff de 100 yards par RB Jason Huntley + 1 extra-point par K Dylan Brown              | 10    | 7     |
| 2           | 14:55       | 10          | 63          | 03:49       | USU         | FG de 24 yards par K Dominik Eberle                                                                                           | 10    | 10    |
| 2           | 11:35       | 9           | 56          | 03:20       | NMSU        | FG de 33 yards par K Dylan Brown                                                                                              | 13    | 10    |
| 2           | 00:00       | 5           | 19          | 00:36       | USU         | FG de 30 yards par K Dominik Eberle                                                                                           | 13    | 13    |
| 4           | 13:28       | 4           | 24          | 00:48       | USU         | TD à la suite d'une course de 1 yard par RB LaJuan Hunt + 1 extra-point par K Dominik Eberle                                  | 13    | 20    |
| 4           | 06:31       | 11          | 69          | 03:47       | NMSU        | TD de 11 yards par WR Jaleel Scott à la suite dune réception d'une passe de QB Tyler Rogers + 1 extra-point par K Dylan Brown | 20    | 20    |
| ET1         | -           | 2           | 25          | -           | NMSU        | TD à la suite d'une course de 21 yards par RB Larry Rose III                                                                  | 26    | 20    |
| Score final | Score final | Score final | Score final | Score final | Score final | Score final | 26    | 20    |

## Statistiques
| Meilleur joueur (MVP) |                     |                  |       |
| Système               | Nom                 | Équipe           | Poste |
| Attaque               | Larry Rose III (en) | New Mexico State | QB    |
| Défense               | Leon McQuaker       | New Mexico State | LB    |

| Statistiques par équipe                |          |          |
| Statistiques                           | NMSU     | USU      |
| 1er down                               | 16       | 22       |
| 1er down à la course                   | 6        | 8        |
| 1er down à la passe                    | 9        | 12       |
| 1er down suite pénalité                | 1        | 2        |
| Conversion de 3e down                  | 4/22     | 2/18     |
| Conversion de 4e down                  | 3/3      | 0/1      |
| Jeux–yards gagnés                      | 83-174   | 89-441   |
| Yards à la course Moy. Yards/course    | 29-174 6 | 45-187 6 |
| Yards à la passe                       | 191      | 254      |
| Passes : Réussies/Tentées-Interceptées | 29/54-2  | 25/44-0  |
| Réussite en zone rouge/chances         | 3/3      | 3/5      |
| TD                                     |          |          |
| Field Goals                            | 2/2      | 2/6      |
| Sacks (Nombre-Yards gagnés)            | 3 - 14   | 1 - 2    |
| Fumbles (Nombre/Perdus)                | 1/1      | 3/2      |
| Pénalités (Nombre/Yards perdus)        | 4/45     | 8/74     |
| Temps de possession                    | 28:58    | 31:02    |

| Statistiques individuelles |                     |                                                                               |
| Quaterbacks                |                     |                                                                               |
| NMSU                       | Tyler Rogers        | 29/54 passes complétées, 191 yards, 1 TD, 2 interceptions, 1 sack subi        |
| USU                        | Jordan Love         | 25/44 passes complétées, 254 yards, 0 TD, 0 interception, 3 sacks subis       |
| Meilleurs coureurs         |                     |                                                                               |
| NMSU                       | Larry Rose III      | 16 courses pour 132 yards nets gagnés, 1 TD, moyenne de 8,2 yards par course  |
| USU                        | LaJuan Hunt         | 20 courses pour 133 yards nets gagnés, 1 TD, moyenne de 6,7 yards par course  |
| Meilleurs receveurs        |                     |                                                                               |
| NMSU                       | Johnathan Boone     | 5 réceptions pour 48 yards gagnés, 0 TD                                       |
| USU                        | Ron'quavion Tarver  | 8 réceptions pour 97 yards gagnés, 0 TD                                       |
| Meilleurs tackleurs        |                     |                                                                               |
| NMSU                       | McQuaker, Leon      | 13 tacles en solo, 2 TFL (2 yards adverses perdus).                           |
| USU                        | Christiansen, Chase | 8 tacles en solo, 1 TFL (3 yards adverses perdus), 1 Fumble adverse recouvert |